# 通江紅四方面軍總醫院舊址
通江紅四方面軍總醫院舊址位於四川省巴中市通江縣沙溪鎮王坪村，建築為清代晚期川東北民居建築風格，穿鬥木結構。由6棟組成，呈三合院和四合院佈局，總占地面積10000餘平方米，建築面積8000餘平方米。由總務部、政治部、俱樂部、西醫部、中醫部、手術室、販賣部、擔架隊、輕傷連、重傷連、木工廠等組成。1934年2月，總醫院由鸚哥嘴遷到沙溪王坪。總醫院是紅四方面軍總部的直屬機關，編制相當於一個軍，它是一個醫、政、軍三位一體的機構。總醫院為紅四方面軍的醫療衛生中心。
1994年公佈為通江縣文物保護單位，2012年7月16日公布为四川省文物保护单位，2019年10月7日公布为第八批全国重点文物保护单位。